# سوفیت گرانت
سوفیت گرانت (به عبری: צופית גרנט) متولد ۱۳ نوامبر ۱۹۶۴ در پتح تیکوا، اسرائیل زاده شد. او بازیگر سینما و تلویزیون است و در گذشته مجری چند برنامه در تلویزیون اسرائیل بود.
سوفیت الیاشوا در سال ۱۹۹۳ با آورام گرانت مربی سابق باشگاه فوتبال چلسی و تیم ملی فوتبال اسرائیل ازدواج کرد. آورام هم از اهالی پتح تیکوا و در آن هنگام مربی تیم مکابی تل‌آویو بود. آن‌ها صاحب دو فرزند شدند؛ یک پسر و یک دختر و هم‌اکنون در شهر لندن زندگی می‌کنند.